# Regierung Varadkar I

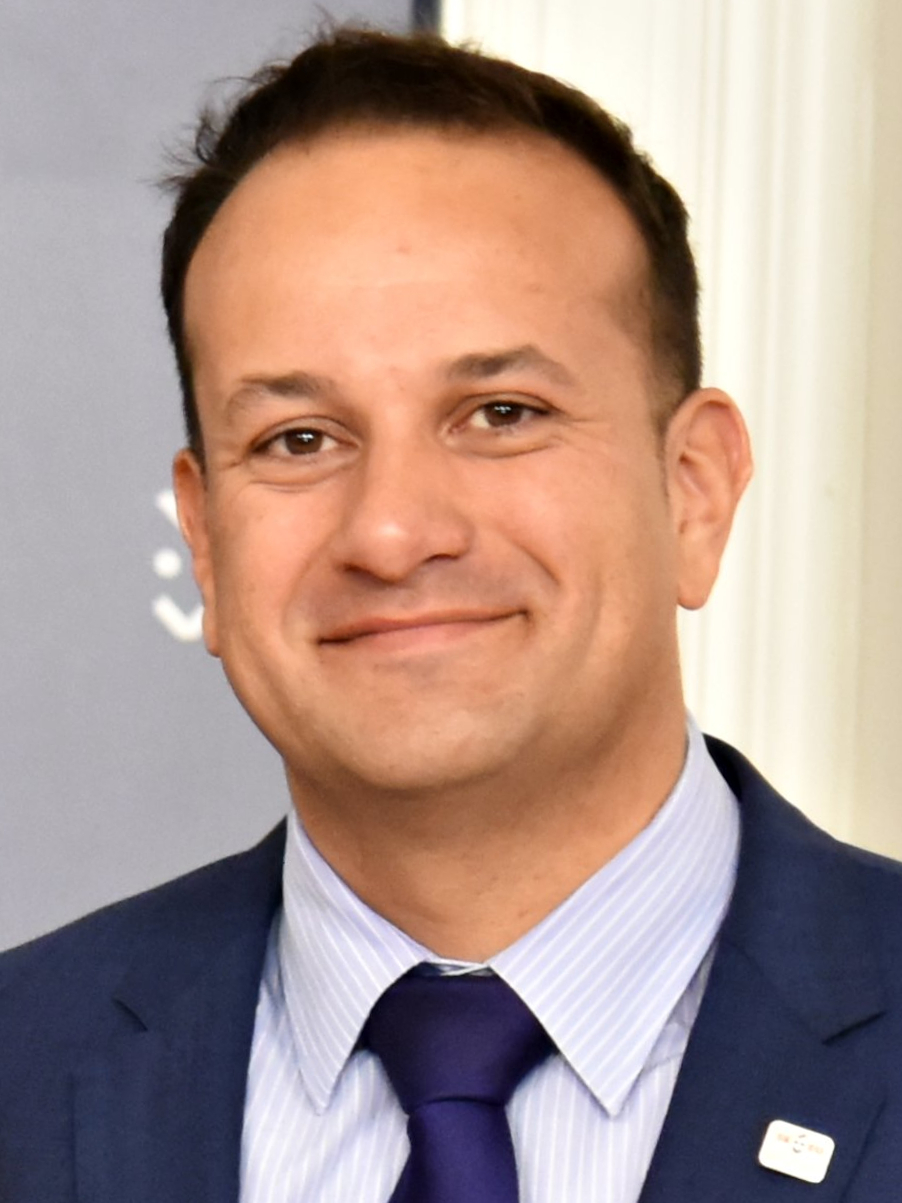
Leo Varadkar (2016)

Nach der Unterhauswahl am 26. Februar 2016, aus der die Fine Gael wieder als Siegerin hervorging, bildete Enda Kenny ein neues Kabinett. Im Jahr 2017 trat Kenny zurück und übergab das Amt des Premierministers an Leo Varadkar. Die Regierung Varadkar I war bis zum 27. Juni 2020 im Amt und wurde anschließend von der Regierung Martin I abgelöst. An diesem Tag übergab Varadkar sein Amt an Micheál Martin.

## Minister
| Amt | Name              | Partei     |
| --- | ----------------- | ---------- |
| Taoiseach (Ministerpräsident) sowie Verteidigungsminister                                                    | Leo Varadkar      | FG         |
| Tánaiste (Vizeministerpräsident) sowie Außen- und Handelsminister (mit besonderen Aufgaben durch den Brexit) | Simon Coveney     | FG         |
| Finanzminister und Minister für Staatsausgaben und Reformen                                                  | Paschal Donohoe   | FG         |
| Bildungs- und Wissenschaftsminister                                                                          | Richard Bruton    | FG         |
| Gesundheitsminister                                                                                          | Simon Harris      | FG         |
| Minister für Justiz und Gleichbehandlung                                                                     | Charlie Flanagan  | FG         |
| Ministerin für Kultur, kulturelles Erbe und die Gaeltacht                                                    | Josepha Madigan   | FG         |
| Ministerin für Kinder und Jugendangelegenheiten                                                              | Katherine Zappone | unabhängig |
| Minister für Transport, Tourismus und Sport                                                                  | Shane Ross        | unabhängig |
| Minister für Kommunikation, Klimaschutz und Umwelt                                                           | Denis Naughten    | FG         |
| Minister für Landwirtschaft, Ernährung und marine Angelegenheiten                                            | Michael Creed     | FG         |
| Ministerin für Handel, Gewerbe und Innovation                                                                | Heather Humphreys | FG         |
| Ministerin für Arbeit und soziale Sicherheit                                                                 | Regina Doherty    | FG         |
| Minister für ländliche und kommunale Entwicklung                                                             | Michael Ring      | FG         |
| Minister für Wohnen, Planung und lokale Verwaltung                                                           | Eoghan Murphy     | FG         |

## Staatsminister
| Amt                                                                                             | Name                                  | Partei      |
| ----------------------------------------------------------------------------------------------- | ------------------------------------- | ----------- |
| Staatsminister beim Taoiseach und Government Chief Whip sowie Gaeilge, Gaeltacht und die Inseln | Joe McHugh (14.06.2017 – 16.10.2018)  | FG          |
| Staatsminister beim Taoiseach und Government Chief Whip sowie Gaeilge, Gaeltacht und die Inseln | Seán Kyne (16.10.2018 – 27.06.2020)   | FG          |
| Staatsminister beim Taoiseach und für Verteidigung                                              | Paul Kehoe                            | FG          |
| Staatsministerin für Hochschulbildung                                                           | Mary Mitchell O’Connor                | FG          |
| Staatsminister für Gleichstellung und Teilhabe behinderter Menschen                             | Finian McGrath                        | Independent |
| Staatsministerin für Europaangelegenheiten                                                      | Helen McEntee                         | FG          |
| Staatsminister für öffentliche Beschaffung und eGovernment                                      | Patrick O’Donovan                     | FG          |
| Staatsminister für Finanz- und Versicherungsdienstleistungen                                    | Michael D’Arcy                        | FG          |
| Staatsminister für die Diaspora und Entwicklungshilfe                                           | Ciarán Cannon                         | FG          |
| Staatsminister für psychische Gesundheit und Senioren                                           | Jim Daly                              | FG          |
| Staatsminister für Tourismus und Sport                                                          | Brendan Griffin                       | FG          |
| Staatsminister für lokale Verwaltung und Wahlrechtsreform                                       | John Paul Phelan                      | FG          |
| Staatsminister für Handel, Beschäftigung, Wirtschaft, digitaler Binnenmarkt und Datenschutz     | Pat Breen                             | FG          |
| Staatsminister für natürliche Ressourcen, örtliche Gemeinschaft und digitale Entwicklung        | Seán Kyne (20.06.2017 – 16.10.2018)   | FG          |
| Staatsminister für natürliche Ressourcen, örtliche Gemeinschaft und digitale Entwicklung        | Seán Canney (16.10.2018 – 27.06.2020) | Independent |
| Staatsminister für Weiterbildung, Forschung, Entwicklung und Innovation                         | John Halligan                         | Independent |
| Staatsminister für Lebensmittel, Forsten und Gartenkultur                                       | Andrew Doyle                          | FG          |
| Staatsminister für Wohnungswesen und Stadtentwicklung                                           | Damien English                        | FG          |
| Staatsminister für das Office of Public Works und Hochwasserschutz                              | Kevin „Boxer“ Moran                   | Independent |
| Staatsminister für Gleichstellung, Immigration und Integration                                  | David Stanton                         | FG          |

## Weitere Ämter
Durch den Ablauf der Amtszeit von Susan Denham wurde von Leo Varadkar Frank Clarke als Chief Justice of Ireland nominiert und vom Präsidenten bestätigt.
Als Attorney General of Ireland wurde Séamus Woulfe ernannt.